# Hinton (Canada)
Hinton è un comune canadese dell'Alberta; conta circa novemila abitanti.

## Geografia
Hinton si trova nella suddivisione fisiografica di Alberta Plateau Benchlands delle pianure interne. I suoli intorno alla città sono influenzati da depositi di sabbia e limo ricchi di carbonato e portati dal vento che di solito hanno una struttura superficiale di argilla, argilla sabbiosa o limo. Sono moderatamente alcalini, in contrasto con l'acidità variabile, per lo più moderata, che prevale oltre la zona di materiale eolico calcareo.

## Storia
La città di Hinton prende il nome da William P. Hinton, vicepresidente e direttore generale della Grand Trunk Pacific Railway. La comunità è stata nominata nel 1911 ed è rimasta una frazione per i successivi 45 anni.
Gli insediamenti nell'area erano sparsi lungo una linea lunga circa dodici chilometri. Un sito lungo Hardisty Creek, è il luogo in cui un gruppo aborigeno dell'area di Jasper aveva lasciato i membri colpiti dal vaiolo mentre il resto del gruppo si recava a Lac Ste. Anne per trovare assistenza medica per l'epidemia di vaiolo che stava devastando la popolazione indigena in Alberta. L'area fu quindi soprannominata Cache Picote (Campo del vaiolo) nel 1870.
Nel 1888, Jack Gregg stabilì un avamposto commerciale a Prairie Creek per servire i viaggiatori lungo il sentiero Jasper. Il torrente è ora noto come Muskuta Creek dopo un'interpretazione errata del nome Cree da parte dei coloni bianchi. La costruzione della Grand Trunk Pacific Railway ha visto la creazione di un campo di costruzione alla foce del Prairie Creek (presso il fiume Athabasca) nel 1908. Un traliccio è stato costruito sul torrente ed è ancora in uso da CN oggi.
Nel 1911 la Grand Trunk Pacific costruì una stazione di servizio al miglio 978 a ovest di Winnipeg. La stazione si chiamava Hinton e nacque la comunità.
La Canadian Northern Railway istituì anche una stazione chiamata Bliss in 1914. La Canadian Northern Railway correva a nord della linea Grand Trunk Pacific e la stazione di Bliss si trovava a circa 4 miglia a est di Hinton nella valle del fiume Athabasca. Nel 1916, quando la linea ferroviaria Grand Trunk Pacific fu temporaneamente chiusa, Dalehurst divenne la stazione postale di Hinton. L'ingresso (precedentemente Dyke), un altro importante centro di Hinton, fungeva da centro di comunicazione. La comunità originale conosciuta come Entrance era così chiamata per la sua posizione all'ingresso del Jasper National Park e si trovava sulla linea ferroviaria canadese del nord a nord del fiume Athabasca da dove si trova Entrance (ex Dyke). Il sito originale dell'ingresso è ora noto come Old Entrance.
La Canadian National Railway divenne proprietaria di entrambe le linee ferroviarie, la Canadian Northern e la Grand Trunk Pacific e varie porzioni di entrambe le linee furono utilizzate dalla nuova società madre. La compagnia, tuttavia, abbandonò l'uso della linea ferroviaria attraverso Bliss nel 1926 e ancora una volta fu aperta la linea ferroviaria attraverso Hinton.
La popolazione di Hinton conobbe un boom durante gli anni '30 quando l'imprenditore americano Frank Seabolt e due soci aprirono la miniera di carbone di Hinton nel 1931. Poco dopo, una recessione fece diminuire la popolazione a meno di 100 persone, ma la città iniziò a riprendersi nel 1955 con la costruzione di una fabbrica di pasta di legno. Il mulino portò una rapida crescita a Hinton e un nuovo villaggio fu sviluppato e fu chiamato il villaggio di Drinnan nel 1956. Le due comunità si fusero il 1 aprile 1957, per formare l'attuale città di Hinton.

### Hinton Train Collision
L'8 febbraio 1986 si verificò una collisione tra un treno merci della Canadian National Railway e un treno passeggeri della Via Rail chiamato Super Continental uccidendo ventitré persone. È stato il disastro ferroviario più mortale in Canada in questo momento, dall'incidente di Dugald del 1947 che ha avuto trentuno morti, e non sarebbe stato superato fino al disastro ferroviario di Lac-Mégantic nel 2013 che ha provocato quarantasette vittime. È stato ipotizzato che l'incidente sia stato il risultato dell'incapacità dell'equipaggio del treno merci e le indagini risultanti hanno rivelato gravi difetti nelle pratiche dei dipendenti della Canadian National Railway.

## Società

### Evoluzione demografica
Nel censimento della popolazione 2016 condotto da Statistics Canada, la città di Hinton ha registrato una popolazione di 9.882 che vive in 3.930 delle sue 4.343 abitazioni private totali, una variazione del 2,5% rispetto alla sua popolazione del 2011 di 9.640. Con una superficie di 33,52 km2 (12,94 miglia quadrate), aveva una densità di popolazione di 294,8 / km2 (763,6 / miglia quadrati) nel 2016.
Nel censimento del 2011, la città di Hinton aveva una popolazione di 9.640 abitanti che viveva in 3.781 delle sue 4.143 abitazioni totali, una variazione del -1% rispetto alla sua popolazione del 2006 di 9.738. Con una superficie di 33,77 km2 (13,04 miglia quadrate), aveva una densità di popolazione di 285,5 / km2 (739,3 miglia quadrati) nel 2011.
La popolazione della città di Hinton secondo il suo censimento municipale del 2009 è di 9.825 abitanti. Il censimento contava originariamente 9.812 persone entro i limiti della città, ma ne sono state aggiunte altre 13 quando una domanda di annessione di vecchia data è stata approvata poco dopo il censimento.

## Arte e Cultura
Hinton è anche sede del Wild Mountain Music Fest, uno spettacolo lungo un fine settimana ospitato dall'Entry Ranch.

## Attrazioni
Hinton è una delle due aree di sosta per le spedizioni nel Willmore Wilderness Park, l'altra è Grande Cache.
Gli amanti della natura sono attratti da Hinton per visitare il Beaver Boardwalk, una passeggiata di 3 chilometri dove possono vedere castori e altri animali selvatici.

## Sport

### Sport invernali
Stazione sciistica specializzata nello sci nordico, Hinton ha ospitato una tappa delle Coppa del Mondo di biathlon 1994 e varie gare minori di sci di fondo.